# Дубовая Роща (Ставропольский край)
Дубо́вая Ро́ща — посёлок в Александровском районе (муниципальном округе) Ставропольского края России.

## Географическое положение
Расстояние до краевого центра: 77 км. Расстояние до районного центра: 11 км.

## История
В соответствии с Указом Президиума Верховного Совета РСФСР от 9 февраля 1972 посёлок плодопитомника и хутор Дубовый, фактически слившиеся в единый населённый пункт, были переименованы в посёлок Дубовая Роща.
До 16 марта 2020 года посёлок входил в упразднённый Александровский сельсовет.

## Население
| 1925 | 1989 | 2002 | 2010 | 2014 | 2021 | 2023 |
| ---- | ---- | ---- | ---- | ---- | ---- | ---- |
| 197  | ↗442 | ↗515 | ↘372 | ↗400 | ↘300 | ↗380 |

По данным переписи 2002 года в национальной структуре населения посёлка преобладают русские (67 %).

## Инфраструктура
На территории населённого пункта действует основная общеобразовательная школа № 12.
Медобслуживание осуществляет фельдшерско-акушерский пункт.
В границах посёлка расположены 2 общественных открытых кладбища.

## Связь и телекоммуникации
Посёлок входит в перечень поселений (населённых пунктов) Ставропольского края с численностью населения менее трёх тысяч человек, в которых отсутствует точка доступа к информационно-телекоммуникационной сети «Интернет».

## Люди, связанные с посёлком
- Василий Тимофеевич Малиновский — Герой Советского Союза[16].